# 奧爾茲峰
奧爾茲峰（英語：Olds Peak），是南極洲的山峰，位於杜費克海岸，處於肯尼山東北面11公里，海拔高度1,480米，由美國南極名稱諮詢委員命名，現時由南極條約體系管理。